# Мохамед Алі Якубі
Мохамед Алі Якубі (араб. محمد علي اليعقوبي, нар. 5 жовтня 1990, Кайруан) — туніський футболіст, захисник клубу «Чайкур Різеспор».
Виступав, зокрема, за клуби «Кайруан», «Клуб Африкен» та «Есперанс», а також національну збірну Тунісу.

## Клубна кар'єра
У дорослому футболі дебютував 2008 року виступами за команду клубу «Кайруан», в якій провів три сезони.
Своєю грою за цю команду привернув увагу представників тренерського штабу клубу «Клуб Африкен», до складу якого приєднався 2011 року. Відіграв за команду зі столиці Тунісу наступні три сезони своєї ігрової кар'єри.
У 2014 році уклав контракт з клубом «Есперанс», у складі якого провів наступні два роки своєї кар'єри гравця. 
До складу клубу «Чайкур Різеспор» приєднався 2016 року. Відтоді встиг відіграти за команду з Різе 3 матчі в національному чемпіонаті.

## Виступи за збірну
У 2014 році дебютував в офіційних матчах у складі національної збірної Тунісу. Наразі провів у формі головної команди країни 11 матчів.
У складі збірної був учасником Кубка африканських націй 2015 року в Екваторіальній Гвінеї.